# Мирзоев, Бобо Азизович
Бобо Азизович Мирзоев — советский хозяйственный, государственный и политический деятель. Участник Великой Отечественной войны.

## Биография
Родился в 1924 году в кишлаке Чоркух. Член КПСС с 1947 года.
Образование высшее (окончил Свердловский институт повышения квалификации инженерно-технических работников).

С 1947 года — на хозяйственной, общественной и политической работе.
До 1956 гг. — работник Шурабского угольного разреза, строитель теплоэлектростанции в городе Сумгаите, прораб сахарного завода в Коканде, прораб, начальник участка, главный техник строительства в Ошской области.
- В 1956—1957 гг. — начальник строительства Консойского комбината в Ленинабадской области, заместитель директора Лакконского рудоуправления.[2]
- В 1957—1958 гг. — инструктор Ленинабадского обкома партии.[2]
- В 1958—1962 гг. — начальник СМУ-22 треста «Точикцелинстрой», заместитель заведующего отдела промышленности и транспорта Ленинабадского обкома партии.[2]
- В 1962—1970 гг. — начальник Ленинабадского строительного треста.[2]
- В 1970—1971 гг. — председатель Ленинабадского городского совета.[2]
- В 1971—1978 гг. — начальник Государственного управления Совета Министров Таджикской ССР по материально-техническому обеспечению.[2]
- В 1978—1984 гг. — председатель Госснаба Таджикской ССР.[2]

C 1989 гг. — персональный пенсионер.
Избирался депутатом Верховного Совета Таджикской ССР 8-10-го созывов.
Умер после 1989 года.